# Agege
Agege is een grote stad in de staat Lagos in Nigeria. De stad ligt ten noorden van Lagos-centrum. In 2019 had Agege naar schatting 1.556.000 inwoners en een zeer hoge bevolkingsdichtheid van 127.000 inwoners/km². Tot 1927 was Agege de hoofdstad van de staat Lagos.